# Sphenomorphus helenae
Sphenomorphus helenae är en ödleart som beskrevs av  Cochran 1927. Sphenomorphus helenae ingår i släktet Sphenomorphus och familjen skinkar. Inga underarter finns listade i Catalogue of Life.